# سیدآباد (مهاباد)
سیدآباد یک روستا در ایران است که در دهستان آختاچی غربی واقع شده‌است. سیدآباد ۱۳۸ نفر جمعیت دارد.